# Ju 187 (航空機)
ユンカースJu 187はJu 87急降下爆撃機の後継機として計画されたドイツ空軍の爆撃機である。垂直尾翼が180度回転するという奇抜な設計がなされていた。試作されることなく計画は中止された。
バトルオブブリテンの段階では時代遅れになっていたJu 87の後継機として計画された。1,750HPのユモ213型液冷エンジンを装着した全金属製、引き込み脚の機体で、与圧コクピットを採用し、後部の武装は遠隔操作されるという計画であった。飛行中は後部機銃の射撃の邪魔になる垂直尾翼を180度回転させて胴体の下に移動させるという大胆な構想であった。Fw 190が地上攻撃に使える見通しもあって、計画は1943年10月に中止になった。